# 잇푸도
하카타 잇푸도(博多一風堂)는 일본 후쿠오카현 발상의 라멘 체인점이다. 운영은 힘의 근원 컴퍼니가 하고 있으며, 2015년부터 30주년을 계기로 공식적으로 상호명이서 하카타를 빼서 단순히 잇푸도로 변경하였다.
1985년에 창업하였다. 상호명은 공식적으로는 "업계에 바람의 돌풍을 불고 싶다"고 언급되고 있지만, 창업자의 좋아하는 동명 밴드의 이름을 붙인 것이다.